# Beautiful World (álbum de Arashi)
Beautiful World es el décimo álbum de estudio de la boy band japonesa Arashi. El álbum fue lanzado el 6 de julio de 2011 en Japón bajo su discográfica J Storm en dos ediciones: una edición limitada con un folleto de 48 páginas y una edición regular con un folleto de 32 páginas.

## Lista de pistas
| N.º | Título                                | Duración |  |
| 1.  | «Rock this»                           | 3:38     |  |
| 2.  | «Mada Minu Sekai E»                   | 4:06     |  |
| 3.  | «Løve Rainbow»                        | 4:37     |  |
| 4.  | «always»                              | 4:03     |  |
| 5.  | «Shake It!»                           | 3:37     |  |
| 6.  | «Niji no Kakera~no rain, no rainbow~» | 3:53     |  |
| 7.  | «Dear Snow»                           | 4:45     |  |
| 8.  | «Hung up on»                          | 3:55     |  |
| 9.  | «Joy»                                 | 3:54     |  |
| 10. | «Doko ni Demo Aru Uta»                | 5:31     |  |
| 11. | «negai»                               | 4:08     |  |
| 12. | «Lotus»                               | 4:09     |  |
| 13. | «Janakute»                            | 3:42     |  |
| 14. | «morning light»                       | 3:43     |  |
| 15. | «To Be Free»                          | 3:45     |  |
| 16. | «Kono Mama Motto»                     | 4:43     |  |
| 17. | «Hatenai Sora»                        | 4:27     |  |
| 18. | «Tooku Made»                          | 4:37     |  |

## Historial de lanzamiento
| País          | Fecha de lanzamiento |
| ------------- | -------------------- |
| Japón         | 6 de julio de 2011   |
| Corea del Sur | 20 de julio de 2011  |